# Linia kolejowa nr 44
Linia kolejowa nr 44 Mikołajów – Regny – zdeelektryfikowana, jednotorowa, drugorzędna linia kolejowa znaczenia państwowego o długości 3,173 km łącząca stację Mikołajów z przystankiem Regny.
Wybudowana została prawdopodobnie w roku 1930 przy okazji budowy magazynów wojskowych we wsi Regny. Końcowy przystanek znajdował się przy przejeździe kolejowo-drogowym na drodze wojewódzkiej nr 715. Dalej tory biegły na teren jednostki wojskowej.
Linia została zelektryfikowana w roku 1983. Ruch pasażerski zawieszono 1 października 1999 roku. Niedługo potem linia została zdeelektryfikowana. Obecnie odbywa się po niej ruch towarowy z prędkością maksymalną 30 km/h.
Linia była częścią ciągu Koluszki – Regny – Wykno. Odcinek Regny – Wykno został rozebrany.